# Józef Zieliński (historyk)
Józef Zieliński, ps. „Mariusz Kułakowski” (ur. 19 marca 1899 we Lwowie, zm. 1 września 1976 w Krakowie) – polski nauczyciel, historyk, archiwista, działacz narodowy.

## Życiorys
Urodził się 19 marca 1899 we Lwowie. Kształcił się w C. K. VI Gimnazjum we Lwowie. W 1917 zdał egzamin dojrzałości i podczas trwającej I wojny światowej został wcielony do armii austriackiej. Z uwagi na antyniemiecką postawę został relegowany ze szkoły oficerskiej i karnie skierowany na front włoski. Od 1918 był żołnierzem Wojska Polskiego, brał udział w wojnie polsko-ukraińskiej i wojnie polsko-bolszewickiej 1918–1920. Został zdemobilizowany w 1921. Został zweryfikowany w stopniu podporucznika rezerwy piechoty ze starszeństwem z dniem 1 lipca 1925. W 1934 był oficerem rezerwowym 51 Pułku Piechoty Strzelców Kresowych w Brzeżanach.
Od 1921 studiował historię na Wydziale Humanistycznym Uniwersytetu Jana Kazimierza we Lwowie, gdzie w 1925 uzyskał doktorat pod kierunkiem Jana Ptaśnika. Podczas studiów był prezesem Związku Akademickiego „Młodzież Wszechpolska” oraz wiceprezesem Czytelni Akademickiej. Pracował w Bibliotece Uniwersyteckiej we Lwowie. Zajmował się przeszłością tego miasta. Po studiach pracował jako nauczyciel w szkołach średnich w Stanisławowie, w tym w tamtejszym I Państwowym Gimnazjum im. Mieczysława Romanowskiego. W tym mieście był działaczem Towarzystwa Szkoły Ludowej, prezesem Towarzystwa Przyjaciół Nauk oraz członkiem innych organizacji społecznych. Zasiadał w zarządzie głównym Towarzystwa Nauczycieli Szkół Średnich i Wyższych w Warszawie. Był działaczem i jednym z przywódców stanisławowskiego Stronnictwa Narodowego, w związku z tym zmuszony był do zmiany szkoły i nauczania w gimnazjum ukraińskim. Ponadto wykładał w gimnazjum sióstr Urszulanek. Ze Stanisławowem był związany do 1939. Obok pracy oświatowo-społecznej równolegle prowadził badania historyczne, publikując ok. 60 prac. Stworzył monografie Stanisławowa i Halicza, nie wydane przed wojną, zarchiwizowane w formie rękopisów.
Po wybuchu II wojny światowej trafił do Krakowa (jego rodzina została deportowana przez sowietów w głąb ZSRR). W trakcie okupacji niemieckiej był czynny w tajnym nauczaniu w Krakowie oraz w działaniach konspiracyjnego TNSzWiŚ. Działał w Narodowej Organizacji Wojskowej i w Armii Krajowej. 
Był sekretarzem, a w okresie od 18 stycznia 1945 roku do kwietnia 1945 roku pełnił funkcję przewodniczącego Zarządu Głównego Komitetu Ziem Wschodnich. Od października 1945 do maja 1946 sprawował funkcję redaktora pisma „Biuletyn Kresowy”. Za działalność w KZW został skazany na karę śmierci wyrokiem Wojskowego Sądu Rejonowego w Warszawie 1 października 1947 (rozprawie przewodniczyli mjr Roman Abramowicz jako przewodniczący, ppłk Wacław Solka i mjr Bolesław Bogusz jako ławnicy). Wyrok nie został wykonany, a kara została zamieniona na dożywocie. Po 10 latach uwięzienia został zwolniony z odbywania kary w 1956. Był pracownikiem naukowym Biblioteki Jagiellońskiej i Archiwum UJ na stanowisku adiunkta, a ponadto udzielał się w redakcji „Słownika Bibliograficznego”. Zajmował się dziejami obozu narodowego i Narodowej Demokracji, gromadząc materiały, które trafiły do Biblioteki Polskiej Akademii Nauk w Krakowie. Publikował prace w zakresie historii oraz prawa, jak również artykuły w czasopismach, np. w „Tygodniku Powszechnym”, często prostując zafałszowania historyczne dokonywane przez komunistów. Część prac została ogłoszona na emigracji pod pseudonimem „Mariusz Kułakowski”.
Był żonaty z Zofią (1903–1985), miał syna Wojciecha (1936–2015).
Zmarł 1 września 1976 w Krakowie, pochowany 6 września 1976 na cmentarzu Rakowickim (kwatera XXVIA-8-21). 

## Wybrane publikacje
- Księga pamiątkowa pierwszego Gimnazjum Państw. im Mieczysława Romanowskiego w Stanisławowie wydana z okazji uroczystości jubileuszowych i zjazdu b. uczniów w dniach 21 i 22 września 1928 roku (1928, współautor).
- Roman Dmowski w świetle listów i wspomnień (dwa tomy).
- Inwentarz akt Senatu Akademickiego Uniwersytetu Jagiellońskiego 1849–1939 (1963).